# Мостовая (Октябрьский район)
Мостовая — село в Октябрьском городском округе Пермского края России.

## География
Село находится в юго-восточной части края, в пределах Уфимского плоскогорья, на берегах реки Верхний Бартым, на расстоянии приблизительно 9 километров (по прямой) к северо-западу от посёлка городского типа Октябрьский, административного центра округа. Абсолютная высота — 262 метра над уровнем моря.

### Климат
Климат характеризуется как умеренно континентальный, с холодной продолжительной снежной зимой и коротким тёплым летом. Среднегодовая температура воздуха — +0,3 °C. Средняя температура воздуха самого холодного месяца (января) — −16,3 °C (абсолютный минимум — −49 °C); самого тёплого месяца (июля) — +16,5 °C (абсолютный максимум — +37 °C). Среднегодовое количество осадков составляет около 600 миллиметров, из которых большая часть выпадает в тёплый период. Снежный покров держится в течение 160—170 дней.

## История
До 2019 года входила в состав ныне упразднённого Енапаевского сельского поселения Октябрьского района.

## Население
| 2010 |
| ---- |
| 92   |

Половой состав
По данным Всероссийской переписи населения 2010 года в половой структуре населения мужчины составляли 51,1 %, женщины — соответственно 48,9 %.
Национальный состав
Согласно результатам переписи 2002 года, в национальной структуре населения русские составляли 99 % из 131 чел.

## Инфраструктура
Личное подсобное хозяйство с зоной сельскохозяйственного использования, индивидуальная застройка усадебного типа.
Мостовской ФАП.

## Достопримечательности
Церковь Введения во храм Пресвятой Богородицы.

## Транспорт
Село доступно автотранспортом.